# Delias walshae
Delias walshae is een vlindersoort uit de familie van de Pieridae (witjes), onderfamilie Pierinae.
Delias walshae werd in 1955 beschreven door Roepke.